# Schengen
Schengen er en vinlandsby i Luxembourg nær trelandsgrænsen mellem Tyskland, Frankrig og Luxembourg. Kommunen, som har et areal på 10,63 km², ligger i kantonen Remich i distriktet Grevenmacher. I 2005 var indbyggertallet 1.527. 
Landsbyen blev berømt den 14. juni 1985 da Schengen-samarbejdet blev underskrevet om bord på fartøjet "Princesse Marie-Astrid" på floden Mosel ved Schengen.